# Kenze Neke
Los Kenze Neke son un grupo etno-rock sardo que se formó en Siniscola (NU) en 1989. El nombre "Kenze Neke" significa “sin culpa” en el dialecto local del idioma sardo, y está dedicado a Michele Schirru, anarquista sardo fusilado en 1931 al descubierto mientras planeaba matar a Mussolini, y cuyo pelotón de ejecución estaba compuesto, por deseo de Mussolini, solamente de fascistas sardos.

## Historia del grupo

### Nacimiento del grupo
Los fundadores del grupo son Renzo Saporito (voz y guitarra) y Sandro Usai (batería), a los que se une en 1990 Toni Carta (bajo y voz). Un año más tarde publican sus primer demo tape, Chin Sas Armas o Chin Sas Rosas (Con las armas o con las rosas) con Luciano Sezzi al saxofón como invitado. El disco contiene 8 canciones, incluida la homónima Kenze Neke, y Americanos, a balla chi bos bokene (Americanos, que os maten con un fusil) canción protesta contras las bases de la OTAN en Cerdeña (Cerdeña tiene en su territorio la mayoría de las bases militares de toda Italia). En 1991 Sandro Usai parte para hacer el servicio militar (hasta 1992), siendo reemplazado por Guido Forlano (batería), y con él entran en el grupo Massi Circelli (guitarra solista), después Stefano Ferrando (batería y voz, en lugar de Guido), y por último Massimo Loriga (saxofón y armónica). El sonido del grupo se desarrolla dando lugar a una original mezcla de rock, punk, reggae, metal, ska y música sarda, recurriendo también a instrumentos tradicionales como las launeddas, el organillo, el arpa de boca (conocida en Cerdeña con el nombre de Trunfa) e invitando a menudo, tanto en el estudio de grabación como en directo, a tenores (el “canto a tenor” es un estilo de canto tradicional de la música sarda).  Cantan obviamente en sardo y también en muchos otros idiomas como italiano, vasco, español, inglés y francés.

### 1992-2000: producción discográfica
En 1992 graban sus primer disco Naralu! De Uve Sese (Dilo, de dónde eres!), autoproducido en colaboración con la Gridalo Forte de Roma. En este álbum hay varias canciones del primer demo tape, reorganizadas por los nuevos componentes del grupo, incluidas Oh Sardinna o Amerikanos…, Kenze Neke, y Zente. Claro e imprescindible es el enlace con su tierra, Cerdeña, y el empeño político-social, como las denuncias contra la masiva presencia de bases militares en la isla, o la dificultad de los jóvenes para afrontar problemas como el desempleo, el alcoholismo (Prusu a fundu (más abajo)), la droga (Non ti Kerjo (No te quiero)), o el servicio militar (Tempus Pertu (tiempo perdido)).En el 1993 Toni Carta deja el grupo, siendo sustituido por Claudio Roccia (bajo), que participara en la realización del segundo álbum del grupo, el doble álbum Boghes De Pedra (Voces de piedra), donde el grupo experimenta nuevas sonoridades utilizando las launeddas, el organillo, el arpa de boca, las percusiones, y en directo los tenores y el grupo de baile sardo, quienes enriquecen los espectáculos en Cerdeña, Italia, Suiza, Alemania, Bélgica, Holanda, España y en el País Vasco. Entre las canciones “históricas” de este álbum encontramos Su Balente, A Nanni Sulis, Su patriotu sardu a sos feudatarios con los versos del poeta F.I. Mannu. Participan en el disco y en directo hasta el 1995 Andrea Pinna (launeddas, flauta travesera, saxofón barítono) Gianni Cherchi (acordeón diatónico), Luciano Sezzi (saxofón tenor). En el 1995 deja el grupo también Massimo Loriga (launeddas, armónica, saxofón alto y voz) seguido en el 1996 de Massi Circelli (guitarra líder), reemplazados por Gavino Murgia (launeddas y saxofón) y Antonello Cossu (guitarra líder), mientras Stefano Ferrando pasa a la voz. En el 1998 llega el tercer álbum: Liberos, Rispettatos, Uguales (Libres, respectados, iguales), con las muy preciosas Entula, Liberos, Gridu de vittoria, con la participación en estudio de Giampaolo Conchedda a la batería, reemplazado en directo por Carlo Sezzi. En el 2000 llega a la batería Massimo Balvis y en ese mismo año sale su cuarto álbum, el homónimo Kenze Neke, una recopilación de las canciones que más éxito han tenido.  Muchos son los invitados del disco, empezando de Lalli (ex-Franti, voz en Barboni y Zente), Sigaro e Picchio (Banda Bassotti, voz en Kenze Neke), Francesco Di Giacomo (del Banco del Mutuo Soccorso, voz en "Gridu de Vittoria") y Maxx Furian (batería en todas las canciones, menos en Gridu de Vittoria). La discografía de Kenze Neke contiene también un mini-CD Gherramus tott'Impare(Luchamos todos juntos), publicado en el 1996, en colaboración con los Askra, otra banda de rock de Siniscola.

### 2006-2008: de vuelta juntos con Artziati Entu
El 19 de agosto de 2006 los Kenze Neke, que no aparecían en escena desde hacía 5 años, se reunieron en  Solarussa (OR)  en un concierto memorable que ha sido oficialmente el último del grupo: todos los músicos que han tocados con el grupo desde 1989 hasta entonces se reencontraron en el palco, con el tenor "Luisu Ozzanu" de Siniscola y los "Mamuthones" de Samugheo (máscaras tradicionales), para completar un espectáculo de más de 3 horas, para disfrute de los más de 15.000 fanes presentes, llegados de todas partes de la isla, trasformando el concierto de despedida en un gran evento musical que difícilmente será olvidado por toda la gente que participó. Artziati entu (Levántate viento) es el título del doble disco y DVD en directo que se grabó esa noche. En el 2007 los Kenze Neke hicieron otro concierto en Berlín en favor del “Movimiento contra el G8”.

### 2007-hoy: el proyecto KNA
En 2006 nació el proyecto KNA (o sea Kenze Neke-Askra), un proyecto que con el tiempo va transformándose en un grupo verdadero, constituido por algunos componentes de los Kenze Neke  (Enzo Saporito a la voz y guitarra, Claudio Roccia al bajo y Antonello Camboni a la guitarra líder) y de los Askra (Marco Cau a la voz y a la guitarra, Homar Farjna a la voz y percusiones y Alessandro Chighini a la guitarra) con Walter Patimo a la batería, que a finales de 2008 cedió su puesto a Sergio Avellino. Su sonido es muy diferente del de los dos grupos de origen: de hecho, los KNA tocan en acústico, pero los temas de las letras son siempre los mismos: emigración y malestar social. Los KNA publicaron 2 discos: Ruju (rojo), concierto en acústico, publicado en el 2007, y Rispetu e Amore, publicado el 25 de mayo de 2008.

## Discografía

### Álbumes en estudio
- 1990 - Chin sas Armas o Chin Sas Rosas
- 1992 – Naralu! De uve sese
- 1994 – Boghes de pedra
- 1998 – Liberos, rispettatos, uguales
- 2000 – Kenze neke (album)

### Collaboraciones
- 1996 – Gherramus tott'impare (en collaboracion con los Askra)

### Álbumes en directo
- 2006 – Artziati entu vol. 1
- 2007 – Artziati entu vol. 2

### Álbumes de KNA
- 2007 - Ruju (en directo en acústico)
- 2008 - Rispetu E Amore